# Diphyus longigena
Diphyus longigena är en stekelart som först beskrevs av Thomson 1888.  Diphyus longigena ingår i släktet Diphyus och familjen brokparasitsteklar. Arten är reproducerande i Sverige. Inga underarter finns listade i Catalogue of Life.